# Врап

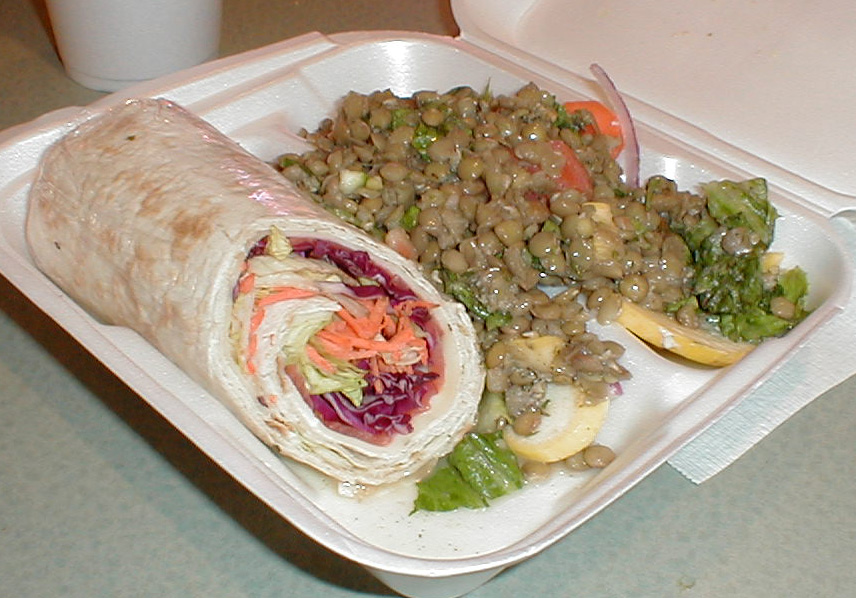

Врап, Рап, Сендвіч-рап (англ. wrap, англ. вимова: [ɹæp]), також відомий як загортанець — різновид буріто у вигляді ролу з лаваша (тортилья) з м'ясною або салатною начинкою.

## Короткий опис
На відміну від шаурми має багато шарів, подається на тарілці з ножем і виделкою, і соусом (сальса, сметана або майонез) окремо. Страва відома у мексиканців, вірмен, жителів середньої Азії, греків і турків принаймні з кінця XIX — початку XX століття.
В Індії з 1900-х років відомий кати-рол (або Катха-рол), тобто своєрідний кебаб, загорнутий в парантху (коржик).
У США врапи стали популярні в 1990-і роки, вони увійшли в меню багатьох великих мереж: KFC. McDonald's, Subway.
Першою мережею фаст-фуду, що подавала Врап, називають «I Love Juicy» з Південної Каліфорнії, яка впровадила цю страву на початку 1980-х.